# Episodi di Gunsmoke (ventesima stagione)
La ventesima stagione della serie televisiva Gunsmoke è andata in onda negli Stati Uniti dal 9 settembre 1974 al 31 marzo 1975 sulla CBS.
| nº | Titolo originale              | Prima TV USA      | Titolo italiano | Prima TV Italia |
| -- | ----------------------------- | ----------------- | --------------- | --------------- |
| 1  | Matt Dillon Must Die          | 9 settembre 1974  |                 |                 |
| 2  | A Town in Chains              | 16 settembre 1974 |                 |                 |
| 3  | The Guns of Cibola Blanca (1) | 23 settembre 1974 |                 |                 |
| 4  | The Guns of Cibola Blanca (2) | 30 settembre 1974 |                 |                 |
| 5  | Thirty a Month and Found      | 7 ottobre 1974    |                 |                 |
| 6  | The Wiving                    | 14 ottobre 1974   |                 |                 |
| 7  | The Iron Men                  | 21 ottobre 1974   |                 |                 |
| 8  | The Fourth Victim             | 4 novembre 1974   |                 |                 |
| 9  | The Tarnished Badge           | 11 novembre 1974  |                 |                 |
| 10 | In Performance of Duty        | 18 novembre 1974  |                 |                 |
| 11 | Island in the Desert (1)      | 2 dicembre 1974   |                 |                 |
| 12 | Island in the Desert (2)      | 9 dicembre 1974   |                 |                 |
| 13 | The Colonel                   | 16 dicembre 1974  |                 |                 |
| 14 | The Squaw                     | 6 gennaio 1975    |                 |                 |
| 15 | The Hiders                    | 13 gennaio 1975   |                 |                 |
| 16 | Larkin                        | 20 gennaio 1975   |                 |                 |
| 17 | The Fires of Ignorance        | 27 gennaio 1975   |                 |                 |
| 18 | The Angry Land                | 3 febbraio 1975   |                 |                 |
| 19 | Brides and Grooms             | 10 febbraio 1975  |                 |                 |
| 20 | Hard Labor                    | 24 febbraio 1975  |                 |                 |
| 21 | I Have Promises to Keep       | 3 marzo 1975      |                 |                 |
| 22 | The Busters                   | 10 marzo 1975     |                 |                 |
| 23 | Manolo                        | 17 marzo 1975     |                 |                 |
| 24 | The Sharecroppers             | 31 marzo 1975     |                 |                 |

## Matt Dillon Must Die
- Prima televisiva: 9 settembre 1974
- Diretto da: Victor French
- Scritto da: Ray Goldrup

### Trama
- Guest star: Henry Olek (Isaac Wakefield), Morgan Woodward (Abraham Wakefield), Frederick Herrick (Laban Wakefield), Douglas Dirkson (Abel Wakefield), Joseph Hindy (Jacob Wakefield), William Lucking (Esau Wakefield), Elaine Fulkerson (Annabel)

## A Town in Chains
- Prima televisiva: 16 settembre 1974
- Diretto da: Bernard McEveety
- Scritto da: Ron Bishop

### Trama
- Guest star: Don Stroud (Foss), Ron Soble (Clatch), Paul C. Thomas (Mr. Burry), Neil Summers (cittadino), Lance LeGault (Oregon), John Crawford (Muller), Ramon Bieri (Big Thicket), Gretchen Corbett (Arlene), Med Flory (sceriffo Van Berkle), Thad Hall (Shields), Francesca Jarvis (Martha), Margaret L. Kingman (Mary), Mari Martin, Lloyd Nelson (Welch), Bernice Smith (Helen), Russell Wiggins (Pryor)

## The Guns of Cibola Blanca (1)
- Prima televisiva: 23 settembre 1974
- Diretto da: Gunner Hellström
- Scritto da: Paul Savage

### Trama
- Guest star: Richard Lundin (conducente della diligenza), Gloria LeRoy (Mady), Walter Smith (Freight Clerk), Lloyd Nelson (Dundee), James Luisi (Ivers), Jackie Coogan (sceriffo Stoudenaire), Richard Anderson (Coltrain), Henry Beckman (dottor Rhodes), John Henry Cox (Comanchero), Michael Cristofer (Ben Shindrow), Walter Escandon (Hatajo), Shug Fisher (Mule Skinner), Harold Gould (colonnello Lucius Shindrow), Kurt Grayson (Evans), Rex Holman (Badger), Dorothy Tristan (Lyla Ross)

## The Guns of Cibola Blanca (2)
- Prima televisiva: 30 settembre 1974
- Diretto da: Gunner Hellström
- Scritto da: Paul Savage

### Trama
- Guest star: Rex Holman (Badger), Kurt Grayson (Evans), Richard Lundin (conducente della diligenza), Gloria LeRoy (Mady), James Luisi (Ivers), Jackie Coogan (sceriffo Stoudenaire), Richard Anderson (Coltrain), Henry Beckman (dottor Rhodes), John Henry Cox (Comanchero), Michael Cristofer (Ben Shindrow), Walter Escandon (Hatajo), Shug Fisher (Mule Skinner), Harold Gould (colonnello Lucius Shindrow), Dorothy Tristan (Lyla)

## Thirty a Month and Found
- Prima televisiva: 7 ottobre 1974
- Diretto da: Bernard McEveety
- Scritto da: Jim Byrnes

### Trama
- Guest star: Bonnie Jedell (Delilah), Victor Izay (Bull), Kim O'Brien (Katherine), Hank Kendrick (sceriffo), Nicholas Hammond (Doak), Van Williams (Quincy), Hal Baylor (ferroviere), David Brian (Tait Cavanaugh), Gene Evans (Will Parmalee), Ford Rainey (negoziante)

## The Wiving
- Prima televisiva: 14 ottobre 1974
- Diretto da: Victor French
- Scritto da: Earl W. Wallace

### Trama
- Guest star: Rod McGaughy (cowboy), Michele Marsh (Sarah Lynn), Fran Ryan (Hannah Cobb), Herman Poppe (Luke Hockett), Harry Morgan (Jed Hockett), John Reilly (Ike), Robert Brubaker (Floyd il barista), Bobby Clark (cowboy), Karen Grassle (Fran Carter), William Katt (Shep Hockett), Martin Kove (Ike Hockett), Linda Sublette (Emily)

## The Iron Men
- Prima televisiva: 21 ottobre 1974
- Diretto da: Gunner Hellström
- Scritto da: John Mantley

### Trama
- Guest star: Paul Gehrman (Dubbins), Barbara Colby (Kathy Carter), George Murdock (Luke, Bartender), Alec Murdock (Mace), Cameron Mitchell (Chauncey Demon), Eric Olson (Johnny Carter), Marc Alaimo (Kane), William Bryant (sceriffo), John Russell (Carl Ryker)

## The Fourth Victim
- Prima televisiva: 4 novembre 1974
- Diretto da: Bernard McEveety
- Scritto da: Jim Byrnes

### Trama
- Guest star: Alex Sharp (Matt), Lloyd Perryman (Henry Meeker), Leonard Stone (Ray Price), Paul Sorenson (Bill Saxbe), Ben Bates (Matt), Ted Jordan (Nathan Burke), Woody Chambliss (Woody Lathrop), Howard Culver (Howie Uzzell), Frank K. Janson (Jeb Nelson), Victor Kilian (Homer Jones), Biff McGuire (Potter), Al Wyatt (Earl Haines)

## The Tarnished Badge
- Prima televisiva: 11 novembre 1974
- Diretto da: Michael O'Herlihy
- Scritto da: Robert Vincent Wright

### Trama
- Guest star: Steve Raines (Pete), Eddie Quillan (addetto al telegrafo), Garry Walberg (Toby, Bartender), Robert Swan (Slim), Sam Edwards (negoziante), Ross Elliott (Conway), Eddie Firestone (impiegato dell'hotel), Victor French (sceriffo Bo Harker), William Katt (Lonnie Weeks), Jon Locke (Abe), James Lydon (Conway), Ruth McDevitt (Gramma Boggs), Pamela McMyler (Jenny Blair), James McNichol (Willie), Nick Nolte (Barney Austin), Hank Worden (Claude)

## In Performance of Duty
- Prima televisiva: 18 novembre 1974
- Diretto da: Gunner Hellström
- Scritto da: William Keys

### Trama
- Guest star: Ted Jordan (Nathan Burke), David Huddleston (Emmett Kaysinger), Theodore Lehmann (rappresentante giuria), Paul Koslo (Cory Kaysinger), Martin Kove (Gutherie), Bonnie Bartlett (Agnes Benton), Robert Brubaker (Floyd il barista), Bill Erwin (Snood), Eduard Franz (giudice Kendall), Rance Howard (Frank Benton), Michael MacRae (Alf)

## Island in the Desert (1)
- Prima televisiva: 2 dicembre 1974
- Diretto da: Gunner Hellström
- Scritto da: Jim Byrnes

### Trama
- Guest star: Regis Cordic (sceriffo Grimes), Hank Brandt (sceriffo John Lipon), Strother Martin (Ben Snow), Ted Jordan (Nathan Burke), William Watson (Gard Dixon)

## Island in the Desert (2)
- Prima televisiva: 9 dicembre 1974
- Diretto da: Gunner Hellström
- Scritto da: Jim Byrnes

### Trama
- Guest star: William Watson (Gard Dixon), Strother Martin (Ben Snow), Regis Cordic (sceriffo Grimes), Hank Brandt (sceriffo John Lipon)

## The Colonel
- Prima televisiva: 16 dicembre 1974
- Diretto da: Bernard McEveety
- Scritto da: Howard Dimsdale

### Trama
- Guest star: Roy Jenson (Jeff Higgins), Richard Ely Danielson (Bill Higgins), Todd Lookinland (caporale), Pete Kellett (Biggs), Daniel J. Travanti (Carl), Robert Brubaker (Floyd il barista), Julie Cobb (Anne Johnson), Lee J. Cobb (colonnello Josiah Johnson), Randolph Roberts (Obie)

## The Squaw
- Prima televisiva: 6 gennaio 1975
- Diretto da: Gunner Hellström
- Scritto da: Jim Byrnes

### Trama
- Guest star: Harry Middlebrooks (Dobie), Arlene Martel (Quanah), Tom Reese (Charlie Dent), Morgan Paull (Brinker), X Brands (capo indiano), William Campbell (Striker), John Saxon (Gristy Calhoun)

## The Hiders
- Prima televisiva: 13 gennaio 1975
- Diretto da: Victor French
- Scritto da: Paul Savage

### Trama
- Guest star: Woody Chambliss (Woody Lathrop), Ellen Blake (Mrs. Belnap), Ted Jordan (Nathan Burke), Lee De Broux (Quincannon), Mitch Vogel (Dink), Robert Donner (Belnap), Sierra Bandit (Martha), Ned Beatty (Karp), Damon Douglas (Billy)

## Larkin
- Prima televisiva: 20 gennaio 1975
- Diretto da: Gunner Hellström
- Scritto da: Jim Byrnes

### Trama
- Guest star: Maggie Malooly (donna), Elliott Lindsey (coltivatore), Gilman Rankin (cameriere), Jack Rader (Angus), Richard Jaeckel (Clay Larkin), Robert Gentry (Tucker), Anthony Caruso (Lon Toomes), Kathleen Cody (Melissa Cass), Michael Le Clair (Jess), Robert Sorrells (Hickory)

## The Fires of Ignorance
- Prima televisiva: 27 gennaio 1975
- Diretto da: Victor French
- Scritto da: Jim Byrnes

### Trama
- Guest star: Ted Jordan (Nathan Burke), Robert Brubaker (Floyd il barista), John Pickard (Bud), Allen Garfield (Henry Decory), John Vernon (Oliver Harker), George DiCenzo (Mr. Bruce), Karen Obediear (Sallie), Lance Kerwin (Tommy Harker), Diane Shalet (Ami Harker), Herb Vigran (giudice Brooker), Janet Nichols (Lucy), Charles Wagenheim (Joshua Halligan)

## The Angry Land
- Prima televisiva: 3 febbraio 1975
- Diretto da: Bernard McEveety
- Soggetto di: Herman Groves

### Trama
- Guest star: Bruce M. Fischer (uomo), Phil Chambers (coltivatore), Eileen Mcdonough (Bessie Sutherland), Dayton Lummis (Mr. Holmby), Carol Vogel (Rachel)

## Brides and Grooms
- Prima televisiva: 10 febbraio 1975
- Diretto da: Victor French
- Scritto da: Earl W. Wallace

### Trama
- Guest star: Herman Poppe (Luke Hockett), Spencer Milligan (Jinx Tobin), David Soul (Ike Hockett), Fran Ryan (Hannah Cobb), Harry Morgan (Jed Hockett), Jim Backus (reverendo Sims), Bobby Clark (Farmboy), Ray Girardin (Cliff Tobin), Jerry Hoffman (Dub), William Katt (Shep Hockett), Michele Marsh (Sarah Lynn), Amanda McBroom (Fran Carter), Linda Sublette (Emily)

## Hard Labor
- Prima televisiva: 24 febbraio 1975
- Diretto da: Bernard McEveety
- Soggetto di: Hal Sitowitz

### Trama
- Guest star: Gerald McRaney (Pete Murphy), Don Megowan (Mike), Kevin Coughlin (Elton Prine), Ben Piazza (Fifer), Gregory Sierra (Osuna), John Colicos (giudice Flood), Hal Williams (Widge), Fred Lerner (guardia), Lloyd Nelson (rappresentante giuria), Jackie Russell (Bar Girl), William Smith (Latch)

## I Have Promises to Keep
- Prima televisiva: 3 marzo 1975
- Diretto da: Vincent McEveety

### Trama
- Guest star: Ken Swofford (Dunbar), Fran Ryan (Hannah Cobb), David Wayne (reverendo Byrne), Trini Tellez (Meala), Ted Jordan (Nathan Burke), Tom Lacy (reverendo Atkins), Ed McCready (Freight Agent), Ken Renard (Tonkowa), John Wheeler (cameriere)

## The Busters
- Prima televisiva: 10 marzo 1975
- Diretto da: Vincent McEveety
- Scritto da: Jim Byrnes

### Trama
- Guest star: John Beck (Mitch Hansen), Gary Busey (Harve Daley), Randy Boone (Hub Miller), Lynn Benisch (Zoe), Gregg Palmer (Simeon Reed), Fran Ryan (Hannah)

## Manolo
- Prima televisiva: 17 marzo 1975
- Diretto da: Gunner Hellström
- Soggetto di: Earl W. Wallace, Harriet Charles

### Trama
- Guest star: Brion James (Joe Barnes), Jess Walton (Kattalin Larralde), Claudio Martinez (Vitorio), Michael Gregory (Sabation), Robert Urich (Manolo Etchahoun), Nehemiah Persoff (Alejo Etchahoun), Fran Ryan (Hannah), James Almanzar (Artola Larralde), Ted Jordan (Nathan Burke), Mark Shera (Joachim Etchahoun), Alma Beltran (Engrace), Mike Howden (Tom)

## The Sharecroppers
- Prima televisiva: 31 marzo 1975
- Diretto da: Leonard Katzman
- Scritto da: Earl W. Wallace

### Trama
- Guest star: Robert Brubaker (Floyd il barista), Jacques Aubuchon (Linder Hogue), Victor French (Dibble Pugh), Graham Jarvis (Rupert), Bruce Boxleitner (Toby Hogue), Ted Jordan (Nathan Burke), Susanne Benton (Ann Marie Pugh), Terry Williams (Abel Pugh), Lisa Eilbacher (Lailee Pugh), Danil Torppe (Hargis Sills), Chanin Hale (donna)